# 洗足
洗足（せんぞく）は、東京都目黒区の地名。現行行政地名は洗足一丁目および二丁目。住居表示実施済区域。

## 地理
南端部で大田区と品川区に接する地区である。環七通りと東急目黒線が立体交差する付近に洗足駅がある。周囲は原町が北東～北～西にかぶさり、西側の一部は南が隣接する。東側は品川区小山および旗の台と、南西側は大田区北千束と接する。二丁目は田園都市株式会社（現在の東急）が分譲した洗足田園都市（現在の目黒区洗足二丁目、品川区小山七丁目）の一部で、戦前からの高級住宅地。また、皇后（旧姓・小和田）雅子の出身地としても知られる。一方、一丁目は隣接する原町一丁目とともに住宅密集地でもあり、東京都の木密地域不燃化10年プロジェクトにおいて、不燃化特区の指定を受けてまちづくりが進められている。

### 地価
住宅地の地価は、2025年（令和7年）1月1日の公示地価によれば、洗足2-14-20の地点で93万3000円/m2となっている。

## 歴史
旧：荏原郡碑文谷村（のち碑衾村を経て碑衾町）。1924年（大正13年）に目黒蒲田電鉄洗足駅が開通したことから「洗足」の地名が誕生した。
1924年（大正13年）に現在の品川区戸越に設立された平塚裁縫女学校が、1926年に洗足高等女学校（のちの洗足学園第一高等学校、廃校）として移転。学校法人の説明によれば、これは地名に基づくものではなく、敬虔なクリスチャンである設立者の前田若尾が、イエス・キリストが弟子の足を洗ったことに因んで命名したものとされている。
児童合唱で有名なひばり児童合唱団の本拠地も洗足である。一帯は大正時代末期に「洗足田園都市」として開発・分譲が始まった落ち着いた住宅地である。駅前にはかつて桜並木があったが、昭和の初期に銀杏並木に植え替えられている。

### 地名の由来
洗足という地名は隣接する大田区の北千束・南千束の「千束」と同く中世期の「荏原郡千束郷」に由来している。その地名は千束分の稲が貢祖から免ぜられていたところから付けられたというのが定説とされ、その免祖の理由としては、この地にある大池（現在の洗足池）が水源地として灌漑に利用されていたから、あるいは、千人の僧を招いて供養を営む「千僧供養」の費用に当てる免田であったからという説がある。また他説として、池の水を利用してつくった稲を税金として千束納めていたから、取れる稲の総量が千束であったからとする説もある。「洗足」と書き換えられるようになったのは、日蓮が池上に向かう途中にここの「大池」で足を洗ったという伝説によるもので、のち「千束の大池」が「洗足池」と呼ばれるようになった。洗足の地名が定着したのは専ら「洗足田園都市」と名付けられた開発によるものであった。

### 町名の変遷
| 実施後     | 実施年月日   | 実施前（各町名ともその一部） |
| ---------- | ------------ | ---------------------------- |
| 洗足一丁目 | 1968年1月1日 | 洗足、原町、富士見台         |
| 洗足二丁目 | 1968年1月1日 | 洗足、原町、富士見台         |

## 世帯数と人口
2025年（令和7年）3月1日現在（目黒区発表）の世帯数と人口は以下の通りである。
| 丁目       | 世帯数    | 人口    |
| ---------- | --------- | ------- |
| 洗足一丁目 | 1,560世帯 | 2,832人 |
| 洗足二丁目 | 1,744世帯 | 3,035人 |
| 計         | 3,304世帯 | 5,867人 |

### 人口の変遷
国勢調査による人口の推移。
| 年                 | 人口  |
| ------------------ | ----- |
| 1995年（平成7年）  | 5,475 |
| 2000年（平成12年） | 5,341 |
| 2005年（平成17年） | 5,471 |
| 2010年（平成22年） | 5,275 |
| 2015年（平成27年） | 5,742 |
| 2020年（令和2年）  | 5,749 |

### 世帯数の変遷
国勢調査による世帯数の推移。
| 年                 | 世帯数 |
| ------------------ | ------ |
| 1995年（平成7年）  | 2,525  |
| 2000年（平成12年） | 2,634  |
| 2005年（平成17年） | 2,782  |
| 2010年（平成22年） | 2,761  |
| 2015年（平成27年） | 2,992  |
| 2020年（令和2年）  | 3,075  |

## 学区
区立小・中学校に通う場合、学区は以下の通りとなる（2025年4月現在）。
- 区域 : 一丁目、二丁目　各全域
  - 小学校 : 目黒区立原町小学校
  - 中学校 : 目黒区立目黒南中学校

## 交通

### 鉄道
東急目黒線洗足駅がある。目黒線の駅では唯一目黒区に所在する駅である。隣接する西小山駅（品川区小山）も利用可能。

### バス
東急バス
- 渋71 渋谷駅 - 代官山駅入口 - 目黒区総合庁舎前 - 祐天寺 - 清水庚申 - 洗足駅
洗足駅、区立九中前、原町交番前、洗足学園前の各停留所（後者2停留所は原町二丁目との境目にある）。
- 洗足からはわずかに外れるが、東京都道318号環状七号線（環七通り）を通る、森91（大森操車所 - 大森駅 - 新代田駅）も利用可能。

### 道路
区道のみ。上記路線バスが通る「円融寺通り」が洗足駅から域内を南北に通る。一丁目と原町一丁目の境目では、東京都により都市計画道路・補助46号の整備が進められている。

## 事業所
2021年（令和3年）現在の経済センサス調査による事業所数と従業員数は以下の通りである。
| 丁目       | 事業所数  | 従業員数 |
| ---------- | --------- | -------- |
| 洗足一丁目 | 62事業所  | 323人    |
| 洗足二丁目 | 126事業所 | 1,038人  |
| 計         | 188事業所 | 1,361人  |

### 事業者数の変遷
経済センサスによる事業所数の推移。
| 年                 | 事業者数 |
| ------------------ | -------- |
| 2016年（平成28年） | 171      |
| 2021年（令和3年）  | 188      |

### 従業員数の変遷
経済センサスによる従業員数の推移。
| 年                 | 従業員数 |
| ------------------ | -------- |
| 2016年（平成28年） | 956      |
| 2021年（令和3年）  | 1,361    |

## 施設
- 目黒区立第九中学校
- 東急ストア
- 目黒原町郵便局
- 目黒区立洗足図書館

## 「洗足」を冠する諸施設

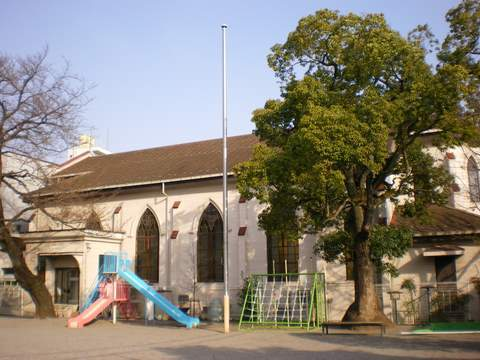
カトリック洗足教会

目黒区洗足、品川区小山七丁目を除く

### 宗教・演芸
- 日本基督教団洗足教会（品川区・旗の台）[18]
- カトリック洗足教会（大田区・上池台）[19]
- 慈恵院付属多摩犬猫霊園洗足別院（大田区・北千束）ペット葬儀[20]
- 洗足寄席（大田区・南千束）[21]

### 教育・公共施設
- 洗足うさぎ幼稚園（品川区・荏原）
- 学校法人洗足学園（川崎市高津区・久本）[22]
  - 洗足学園音楽大学大学院（川崎市・高津区）
  - 洗足学園音楽大学（川崎市・高津区）
  - 洗足こども短期大学（川崎市・高津区）
  - 洗足学園中学校・高等学校（川崎市・高津区）
  - 洗足学園小学校（川崎市・高津区）
  - 洗足学園大学付属幼稚園（川崎市・高津区）
- 昭和大学洗足キャンパス（大田区・北千束）[23]
- 洗足区民センター（大田区・上池台）[24]

### 居住施設
- アリア目黒洗足（目黒区・原町）介護付有料老人ホーム[25]
- ペアシティ洗足プルミエール（大田区・北千束）新築分譲マンション
- アパートメンツ洗足（大田区・北千束）デザイナーズ賃貸マンション
- ハイシティ洗足（目黒区・原町）ワンルームマンション
- プリマベーラ洗足（大田区・上池台）学生マンション [26]

### 店舗
- KOJIMA洗足店（大田区・南千束）ペットの専門店[27]
- うさぎのしっぽ洗足店（大田区・北千束）うさぎ専門店[28]
- ラジャ ヴェッタ洗足店（大田区・北千束）ワンランク上のデリバリー[29]
- トヨタネッツ洗足店（目黒区・南）自動車販売店[30]
- 日産チェリ－洗足販売（大田区・北千束）自動車販売店[31]
- 関東マツダ洗足店（大田区・上池台）自動車販売店[32]

### 音楽関連団体
- ひばり児童合唱団 -  皆川和子により創立された日本を代表する児童合唱団。アニメやCMの歌の録音も多数。

## 出身・ゆかりのある人物
- 富岡惟中[33]（工学博士、技師） - 住所が洗足[33]。

## 洗足が舞台の作品
漫画
- 僕の心のヤバイやつ（桜井のりお、2018年）

## その他

### 日本郵便
- 郵便番号 : 152-0012[3]（集配局 : 目黒郵便局[34]）。